# Myzomela caledonica
Myzomela caledonica là một loài chim trong họ Meliphagidae.
Loài này đôi khi được coi là cùng loài với Myzomela sanguinolenta của Úc.
Nó là loài đặc hữu của New Caledonia, nơi nó xuất hiện trên đảo Grande Terre và Isle of Pines. Ở New Caledonia môi trường sống tự nhiên của nó là rừng nhiệt đới ẩm, rừng đồi còi cọc và rừng xavan. Nó cũng đã chuyển sang môi trường sống đã được sửa đổi như đồn điền và vườn.